# Ганнс Бруно Гейніц
Ганнс Бруно Гейніц (16 жовтня 1814, Альтенбург — 28 січня 1900, Дрезден) — німецький геолог, мінералог і палеонтолог. Він є батьком геолога Ойгена Гейніца.
Серед іншого, Гейніц досліджував пісковик і вапняк крейдяного періоду в Саксонії та Богемії та викопні рослини і тварини в породах пермі (Dyas). Він описав граптоліти силурійських відкладень і вивчив викопні рослини, що містяться в шарах вугільних відкладень Алтаю і Небраски.